# 吕西安·阿古梅
吕西安·杰斐逊·阿古梅（法語：Lucien Jefferson Agoumé；2002年2月9日—），是一名法国足球运动员，场上司职后腰，現効力西甲球队西維爾。

## 俱乐部生涯

### 索肖
在加盟法乙劲旅索肖之前，阿古梅曾在2013年短暂效力过贝桑松克莱门苏队，在那里开始了自己的职业生涯。后来，在2013–14赛季中，阿古梅与贝桑松竞赛签约。2014年，他正式加盟索肖，将进入俱乐部青训接受训练。2018年10月19日，在“幼狮”2-1击败特鲁瓦的比赛中，阿古梅完成了一线队首秀，也就此成为了索肖队史上完成首秀时最年轻的球员。在他效力于这支蒙贝利亚尔球队时，西甲豪门巴塞罗那、意甲劲旅国际米兰、以及法甲球队里昂等多家欧洲豪强正在关注他的表现。在大多数情况中，阿古梅主要司职后腰位置，但也可以客串中前卫位置，并且在球队无人可用时担任前腰（10号位）。在比赛中，他展示出了良好的防守意识、精准的长传、以及开阔的视野。据阿古梅在索肖的前教练奥马尔·达夫描述，他是那种能在比赛中取得进步的球员。在阿古梅转会国米前，他为索肖参加了15场法乙比赛以及1场法国杯的比赛，而他才年仅17岁。

### 国际米兰
2019年7月5日，意甲豪门国际米兰在一众豪门中抢下了阿古梅，宣布他将正式加盟球队。国米在官方公告中表示阿古梅将与“蓝黑军团”签约三年，转会费与浮动条款合计为450万欧元，他将在2019–20赛季中随青年队征战。国际米兰在签下阿古梅前面临着来自巴塞罗那和里昂等其他欧洲大俱乐部的激烈竟争。据交易的中间人之一、著名意大利经纪人达米亚尼所述，巴萨和曼城这两家超级豪门均想招募阿古梅，由此可见他的潜力。根据阿古梅本人的说法，他选择加盟国米是因为俱乐部非常相信他，并对他的未来充满了信心。阿古梅在防守端独有的特质吸引了国际米兰，使得他们在夏季转会窗中签下了他，俱乐部相信他有能力成为一名具有令人难以置信的铲球能力和强大的抗受伤能力的后腰。国米球迷将曼联中场博格巴与他进行比较，二人均代表法国国家队参加国际比赛、踢着同样的位置、而现任国际米兰主教练孔蒂在执教尤文图斯时也调教过博格巴的防守，因此球迷们相信，阿古梅能成为国米的博格巴。在租借离队前，他为国际米兰青年队在青年意甲中出场5次（合计450分钟），交出了1球1助的成绩单。阿古梅也为欧足联国米U-19梯队在青年欧冠中出场4次，送出了2记助攻。在国际米兰2-1击败卢加诺的季前热身赛中，阿古梅替补登场，完成了国际米兰一线队首秀。2019年12月15日，在国际米兰1-1战平佛罗伦萨的比赛中，阿古梅在终场6分钟前替补登场，完成了意甲首秀。

#### 租借至斯佩齐亚
2020年9月24日，意甲俱乐部斯佩齐亚宣布，国米后腰阿古梅租借加盟，为期一个赛季。

## 国家队生涯
阿古梅出生于喀麦隆首都雅温得，但也拥有法国国籍。在他年满18岁前，他曾随各级法国国青队参加过多年集训。法国国家队拥有着一段非常辉煌的历史，并在1998年与2018年夺得过世界杯冠军，还夺得了两次欧洲杯冠军。就目前为止，阿古梅已为法国U-16国青队、U-17国青队、以及U-18国青队参加过国际比赛。2018年5月5日，他上演了自己的U-16国青队首秀，并在4场比赛中打进2球。司职后腰的阿古梅在比赛中贡献出如此精彩的表现引起了世界各地俱乐部的关注，包括多家欧洲豪门。5个月后，他跳级进入法国U-17国青队，出场23次，打进4球。
2019年8月20日，阿古梅完成了法国U-18国青队首秀，现在他还担任球队的队长一职。2019年内，他在法国与巴拉圭U-18以及塞内加尔U-17的比赛中均有斩获进球，目前他为U-18国青队出场11次，打进4球。

### 国际足联U-17世界杯
阿古梅以队长的身份随队参加了2019年U-17世界杯。2019年10月27日，在法国与智利的小组赛中，阿古梅打进一球。在整届赛事中，他随队参加了法国全部7场比赛中的6场，在这6场中有5场比赛他戴着队长袖标出战，带领球队获得了季军的好成绩。他优异的表现也被国际足联评为本届赛事十大新星之一。阿古梅以他强壮的身体以及出色传球技术被球迷熟知。在法国6-1大胜西班牙的1/4决赛后，阿古梅由于累积红黄牌停赛而无缘半决赛，而缺少了他的法国也2-3输给巴西。赛后，主教练让-克劳德·吉蒂尼表示阿古梅是球队中非常重要的一员。他的队友姆布库在接受采访时表示阿古梅的缺席对球队来说非常不利。姆布库也表示阿古梅是他们的队长，并且是可以改变比赛的球员，他（阿古梅）是球队必须拥有的那种球员。

## 生涯数据

### 俱乐部
最後更新：2021年1月6日
| 俱乐部           | 赛季     | 联赛     | 联赛 | 联赛 | 本土杯赛 | 本土杯赛 | 联赛杯 | 联赛杯 | 欧战 | 欧战 | 其他 | 其他 | 合计 | 合计 |
| 俱乐部           | 赛季     | 联赛等级 | 出场 | 进球 | 出场     | 进球     | 出场   | 进球   | 出场 | 进球 | 出场 | 进球 | 出场 | 进球 |
| ---------------- | -------- | -------- | ---- | ---- | -------- | -------- | ------ | ------ | ---- | ---- | ---- | ---- | ---- | ---- |
| 索肖             | 2018–19  | 法乙     | 15   | 0    | 2        | 0        | 0      | 0      | —    | —    | —    | —    | 17   | 0    |
| 国际米兰         | 2019–20  | 意甲     | 3    | 0    | 0        | 0        | —      | —      | 0    | 0    | —    | —    | 3    | 0    |
| 斯佩齐亚（外租） | 2020–21  | 意甲     | 5    | 0    | 1        | 0        | —      | —      | —    | —    | —    | —    | 6    | 0    |
| 生涯合计         | 生涯合计 | 生涯合计 | 23   | 0    | 3        | 0        | 0      | 0      | 0    | 0    | 0    | 0    | 26   | 0    |

1. ↑  征战欧洲赛场中的国际米兰青年U-19梯队
2. ↑  包括法国杯以及意大利杯
3. ↑  包括法国联赛杯